# شيكاغو سكاي
شيكاغو سكاي (بالإنجليزية: Chicago Sky)‏ هو فريق كرة سلة أمريكي للمحترفات، تأسس في سنة 2006 يقع في شيكاغو. يلعب في دوري الاتحاد الوطني لكرة السلة النسائية، وصل إلى النهائي في 2014.

## وصلات خارجية
- الموقع الرسمي